# 필리베르토 아스쿠이
필리베르토 아스쿠이 아길레라(스페인어: Filiberto Azcuy Aguilera, 1972년 10월 13일~)는 쿠바의 레슬링인으로 올림픽에서 2회, 세계 레슬링 선수권 대회에서 1회, 팬아메리칸 게임에서 2회 우승을 달성했다.